# TSV Marl-Hüls
Maillots
Le TSV Marl-Hüls est un club sportif allemand localisé à Marl en Rhénanie-du-Nord-Westphalie.
En plus du Football, ce club possède aussi des sections de Badminton, de Canoë, de Gymnastique, de Natation, de Tennis de table et de Volley-ball

## Histoire
Le club fut fondé en 1912.
Après la Seconde Guerre mondiale, le club joua en Landesliga Westfalen.
En 1954, le TSV Marl-Hüls obtint son plus grand succès, le titre de Champion d'Allemagne Amateur après une victoire (6-1) en finale contre SpVgg 03 Neu-Isenburg. La même saison, Marl-Hüls accéda à la 2. Oberliga West. 
De 1960 à 1963, le TSV Marl-Hüls évolua en Oberliga West (1er niveau du football allemand à l'époque). En 1963, lors de la création de la Bundesliga, le cercle resta au niveau 2 appelée Regionalliga West jusqu'en 1970.
En 1972, le club atteignit de nouveau la finale du championnat d'Allemagne amateur, mais s'inclina contre le FSV Frankfurt (1-2, après prolongation).
Ensuite, Marl-Hüls resta en Amateurliga (niveau 3) jusqu'en 1987 (avec deux saisons au nivea 4).
Au fil des saisons, le TSV Marl-Hüls recula dans la hiérarchie de la DFB.

## Palmarès
- Champion d'Allemagne Amateur : 1954
- Vice-champion d'Allemagne Amateur : 1972